# Charles Schaack
Charles Schaack (1960. április 17. –) luxemburgi nemzetközi labdarúgó-játékvezető.

## Pályafutása

### Nemzeti játékvezetés
A játékvezetői vizsgát 1984-ben tette le. Pályafutása során hazája legfelső szintű labdarúgó-bajnokságának játékvezetője lett. Az aktív nemzeti játékvezetéstől 2002-ben vonult vissza.

### Nemzetközi játékvezetés
A Luxemburgi labdarúgó-szövetség (FLF) Játékvezető Bizottsága (JB) 1993-ban terjesztette fel nemzetközi játékvezetőnek, a Nemzetközi Labdarúgó-szövetség (FIFA) bíróinak keretébe. Több nemzetek közötti válogatott és klubmérkőzést vezetett vagy asszisztensként szolgált. A luxemburgi nemzetközi játékvezetők rangsorában, a világbajnokság-Európa-bajnokság sorrendjében többedmagával a 10. helyet foglalja el 1 találkozó szolgálatával. Az aktív nemzetközi játékvezetéstől 2002-ben búcsúzott.

#### Európa-bajnokság
Az európai-labdarúgó torna döntőjéhez vezető úton Belgiumba és Hollandiába a XI., a 2000-es labdarúgó-Európa-bajnokságra az UEFA JB játékvezetőként foglalkoztatta.
| Időpont           | Helyszín                  | Mérkőzés típusa           | Mérkőzés                 | Eredmény | Nézők száma |
| ----------------- | ------------------------- | ------------------------- | ------------------------ | -------- | ----------- |
| 1998. október 10. | Žalgiris Stadion, Vilnius | előselejtező (9. csoport) | Litvánia–Feröer-szigetek | 0 : 0    | 1 500       |

## Sportvezetőként
UEFA játékvezető ellenőr. Az FLF Technikai Bizottság elnökeként felelős a stadionok biztonságos működtetéséért. Az FLF JB elnökhelyettese, a bírók oktatója.

## Külső hivatkozások
- Charles Schaack. World Referee. [2012. október 8-i dátummal az eredetiből archiválva]. (Hozzáférés: 2011. augusztus 10.)
- Charles Schaack. zerozerofootball.com. (Hozzáférés: 2011. augusztus 10.)[halott link]
- Charles Schaack. footballdatabase.eu. (Hozzáférés: 2011. augusztus 10.)
- Charles Schaack. scoreshelf.com. [2015. november 17-i dátummal az eredetiből archiválva]. (Hozzáférés: 2011. augusztus 10.)